# Đại Thạch Kiều
Đại Thạch Kiều (chữ Hán giản thể: 大石桥市, âm Hán Việt: Đại Thạch Kiều thị) là một thành phố cấp huyện của địa cấp thị Dinh Khẩu, tỉnh Liêu Ninh, Cộng hòa Nhân dân Trung Hoa. Thành phố này nằm ở tây bắc bán đảo Liêu Đông. Đại Thạch Kiều có diện tích 1610 km², dân số 740.000 người. Thành phố này được chia thành 2 khu phát triển cấp huyện, 17 trấn. Các đơn vị này là được chia thành 252 thôn hành chính. Tại đây có mỏ ma nhê và được mệnh danh là "thủ đô ma nhê Trung Quốc".